# Агломерат (химия)
Агломерат (англ. agglomerate) — совокупность частиц, прочно удерживаемых между собой.
Частицы в агломератах связаны между собой более сильными взаимодействиями, чем в агрегатах. Агломераты могут рассматриваться как «вторичные» частицы, обладающие внутренней поверхностью, т. е. во многих случаях внутренняя площадь поверхности гораздо больше внешней. При этом агломераты могут обладать структурированной пористой системой. Примерами агломератов являются песчаник, силикагель и т. п.
Четкой границы между понятиями «агрегат» и «агломерат» не существует, и иногда они используются для описания однотипных объектов. В ряде случаев (например, для описания технологии пигментов и др.) сложилась терминология, когда термины «агрегат» и «агломерат» имеют значения, противоречащие рекомендациям Международного союза теоретической и прикладной химии (IUPAC). В связи с этим при употреблении понятий «агрегат» или «агломерат» часто указывают, сильные или слабые взаимодействия присутствуют между первичными частицами.